# Timo Benitz
Timo Benitz (* 24. Dezember 1991 in Engen, Landkreis Konstanz) ist ein deutscher Leichtathlet, der sich auf den Mittelstreckenlauf spezialisiert hat.

## Berufsweg
Benitz studierte Luft- und Raumfahrttechnik an der Dualen Hochschule Baden-Württemberg in Friedrichshafen und absolvierte eine Ausbildung beim Flugzeughersteller Airbus in Ottobrunn. Er studiert an der TU Berlin.

## Sportliche Laufbahn
Benitz wurde 2010 Deutscher Jugendmeister im 3000-Meter-Lauf. Im selben Jahr startete er bei den Juniorenweltmeisterschaften in Moncton über 1500 Meter, schied jedoch bereits im Vorlauf aus. 2011 gewann er bei den Deutschen Juniorenmeisterschaften den Titel im 1500-Meter-Lauf und wurde bei den Deutschen Meisterschaften in Kassel Zweiter im 800-Meter-Lauf. Bei den U23-Europameisterschaften in Ostrava belegte er über 1500 Meter den sechsten Platz. Zwei Jahre später stand er bei den Leichtathletik-U23-Europameisterschaften in Tampere erneut im Finale und wurde Fünfter.
Im Mai 2014 gewann Benitz beim Meeting in Pliezhausen im 1000-Meter-Lauf vor dem klaren Favoriten Homiyu Tesfaye. Mit seiner Zeit von 2:16,90 min setzte er sich zwischenzeitlich an die Spitze der Weltjahresbestenliste über die international allerdings eher selten gelaufene Distanz. Im Juni schlug er bei seinem Sieg über 800 Meter bei der Team-Europameisterschaft in Braunschweig unter anderem den zweifachen Halleneuropameister Adam Kszczot aus Polen und den französischen Rekordhalter Pierre-Ambroise Bosse. Im Juli wurde er Deutscher Meister im 1500-Meter-Lauf. Bei den Europameisterschaften in Zürich belegte er im August 2014 über dieselbe Distanz den siebten Platz.
2017 wurde Benitz im nordfranzösischen Lille Team-Europameister, beim 1500-Meter-Lauf belegte er den 3. Platz. Über diese Distanz konnte er in einem taktischen Vorlauf bei den Weltmeisterschaften in London ins Halbfinale spurten, in welchem er ausschied. Ebenfalls über 1500 Meter nominierte ihn der Allgemeine Deutsche Hochschulsportverband für die Sommer-Universiade in Taipeh, wo er die Goldmedaille gewann.
2018 wurde Benitz Dritter bei den Deutschen Hallenmeisterschaften über 3000 Meter. Eine Woche später gewann er mit der 3-mal-1000-Meter-Staffel der LG farbtex Nordschwarzwald den Vizetitel. Am 10. März wurde er nach drei Vizetiteln in den Vorjahren das erste Mal Deutscher Crosslaufmeister auf der Mittelstrecke. Bei den Europameisterschaften in Berlin belegte er über 1500 Meter den siebten Platz. Benitz hatte nach dem Vorlauf für Wirbel gesorgt, weil er sich in der ARD skeptisch gegenüber den Leistungen von Filip Ingebrigtsen zeigte, der nach einem Sturz einen 60-Meter-Rückstand aufholte.

## Vereinszugehörigkeiten
Benitz startet für die LG farbtex Nordschwarzwald und wird von Jörg Müller trainiert.

## Größte Erfolge
- Sieger Sommer-Universiade: 2017
- Team-Europameister: 2014, 2017
- Deutscher Meister: 2014, 2016, 2017 und 2018
- 7. Platz bei den Europameisterschaften 2014 in Zürich und 2018 in Berlin